# Cirrhicera sallei
Cirrhicera sallei är en skalbaggsart som beskrevs av Thomson 1857. Cirrhicera sallei ingår i släktet Cirrhicera och familjen långhorningar.
Artens utbredningsområde är:
- Belize.
- Costa Rica.
- El Salvador.
- Guatemala.
- Honduras.
- Nicaragua.
- Panama.

Inga underarter finns listade i Catalogue of Life.